# Clark Duke
Clark Bailey Duke (ur. 5 maja 1985 w Glenwood w stanie Arkansas, USA) – amerykański aktor filmowy, znany głównie z ról w takich filmach jak Kick-Ass, Sex Drive oraz Jutro będzie futro.
Filmografia
| Rok  | Film                 | Rola                   | Uwagi |
| ---- | -------------------- | ---------------------- | ----- |
| 2007 | Supersamiec          | Nastolatek na imprezie |       |
| 2008 | Sex Drive            | Lance Johnson          |       |
| 2010 | Kick-Ass             | Marty                  |       |
| 2010 | Jutro będzie futro   | Jacob                  |       |
| 2010 | Journey of Mr. Rager | on sam                 |       |
| 2011 | A Thousand Words     | Aaron                  |       |
| 2012 | The Office           | Clark Green            |       |